# 亞德金鎮區 (北卡羅萊納州斯托克斯縣)
亞德金鎮區（英語：Yadkin Township）是位於美國北卡羅萊納州斯托克斯縣的一個鎮區。

## 地方資料
亞德金鎮區的面積為214.97平方千米，皆為陸地。根據2020年美國人口普查的數據，當地共有人口20847人，而人口密度為每平方千米96.98人。